# Sayaka Murata
Sayaka Murata (村田 沙耶香, Murata Sayaka, 14 août 1979) est une romancière japonaise.
En 2009, elle remporte le prix Noma des nouveaux écrivains pour Gin’iro no uta (ギンイロノウタ) , le prix Mishima en 2013 pour Shiroiro no machi no, sono hone no taion no (しろいろの街の、その骨の体温の). En 2016, elle est lauréate du prix Akutagawa pour Konbini (コンビニ人間), traduit en français.

## Biographie
Sayaka Murata est la fille d'un juge et d'une femme au foyer. Elle a travaillé pendant presque dix-huit ans dans un konbini (supérette). Les horaires réguliers lui convenaient bien car elle pouvait écrire quand elle ne travaillait pas.
Alors qu'elle était étudiante à l’université, Sayaka Murata a suivi des cours privés d’écriture avec le romancier Akio Miyahara.

## Œuvres traduites en français
- 2016 : Konbini (コンビニ人間?), roman traduit du japonais par Mathilde Tamae-Bouhon, Denoël (collection « Denoël & d'ailleurs »), 2018 ; réédition sous le titre La Fille de la supérette, Gallimard (collection « Folio »), 2019 ; réédition sous le titre Konbini, La Fille de la supérette, Denoël (collection « Denoël & d'ailleurs »), 2021.
- 2018 : Les Terriens (地球星人?), roman traduit du japonais par Mathilde Tamae-Bouhon, Denoël (collection « Denoël & d'ailleurs »), 2021.